# Polskie Radio
Polskie Radio S.A. è un'azienda pubblica polacca che gestisce la radiodiffusione pubblica della Polonia.
È membro dell'Unione europea di radiodiffusione (UER) dal 1993.

## Canali gestiti

### Nazionali
- Program I (PR1 o Radiowa Jedynka)
- Program II (PR2 o Radiowa Dwójka)
- Program III (PR3 o Radiowa Trójka)
- Program IV (PR4 o Radiowa Czwórka)
- Polskie Radio 24 (Informacyjna Agencja Radiowa)

### Internazionali
- Polskie Radio dla Zagranicy